# Pangulah Baru
Pangulah Baru is een bestuurslaag in het regentschap Karawang van de provincie West-Java, Indonesië. Pangulah Baru telt 4285 inwoners (volkstelling 2010).